# Lista de governadores das Ilhas Malvinas
Esta é uma lista dos governadores das Ilhas Malvinas.

## Comandante
- 1764 - 1767 - Louis Antoine de Bougainville

## Oficiais navais
- 1766 - 1768 - John McBride
- 1768 - 1769 - Rayner
- 1769 - 1770 - Anthony Hunt
- 1770 - 1771 - George Farmer
- 1771 - 1773 - John Burr
- 1773 - 1774 - Samuel Wittewrong Clayton

## Governadores espanhóis
- 1767 - 1773 - Felipe Ruíz Puente
- 1773 - 1774 - Domingo Chauri
- 1774 - 1777 - Francisco Gil de Taboada y Lemos
- 1777 - 1779 - Ramón de Carassa
- 1779 - 1781 - Salvador de Medina
- 1781 - 1783 - Jacinto de Altolaguirre
- 1783 - 1784 - Fulgencio Montemayor
- 1784 - 1786 - Agustín Figueroa
- 1786 - 1787 - Pedro de Mesa y Castro
- 1787 - 1788 - Ramón Clairac
- 1788 - 1789 - Pedro de Mesa y Castro
- 1789 - 1790 - Ramón Clairac
- 1790 - 1790 - Juan José de Elizalde
- 1791 - 1792 - Pedro Pablo Sanguineto
- 1792 - 1793 - Juan José de Elizalde
- 1793 - 1794 - Pedro Pablo Sanguineto
- 1794 - 1795 - José de Aldana y Ortega
- 1795 - 1796 - Pedro Pablo Sanguineto
- 1796 - 1797 - José de Aldana y Ortega
- 1797 - 1798 - Luis de Medina y Torres
- 1798 - 1799 - Francisco Xavier de Viana
- 1799 - 1800 - Luis de Medina y Torres
- 1800 - 1801 - Francisco Xavier de Viana
- 1801 - 1802 - Ramón Fernández de Villegas
- 1802 - 1803 - Bernardo Bonavía
- 1803 - 1804 - Antonio Leal de Ibarra
- 1804 - 1805 - Bernardo Bonavía
- 1805 - 1806 - Antonio Leal de Ibarra
- 1806 - 1809 - Bernardo Bonavía
- 1809 - 1810 - Gerardo Bordas
- 1810 - febrero 1811 - Pablo Guillén

## Governadores argentinos
- 1820 - 1821 - Daniel Jewett
- 1821 - 1822 - Guillermo Mason
- 1823 - 1828 - Pablo Areguati
- 1829 - 1831 - Luis María Vernet
- 1832 - 1832 - Juan Esteban Francisco Mestivier
- 1832 - 1833 - José María Pinedo

## Governadores britânicos

### Oficiais navais
- 1833 - 1838 - Henry Smith
- 1838 - 1839 - Robert Lowcay
- 1839 - 1841 - John Tyssen

### Governadores militares
- 1841 - 1848 - Richard Clement Moody
- 1848 - 1855 - George Rennie
- 1855 - 1862 - Thomas Edward Laws Moore
- 1862 - 1866 - James George Mackenzie
- 1866 - 1870 - William Francis Cleaver Robinson
- 1870 - 1876 - George Abbas Kooli D'Arcy
- 1876 - 1880 - Jeremiah Thomas Fitzgerald
- 1880 - 1886 - Thomas Kerr (1ª vez)
- 1886 - Arthur Cecil Stuart Barkly
- 1887 - 1891 - Thomas Kerr (2ª vez)
- 1891 - 1897 - Sir Roger Tuckfield Goldsworthy
- 1897 - 1904 - William Grey-Wilson
- 1904 - 1915 - William Lamond Allardyce
- 1915 - 1920 - Sir William Douglas Young
- 1920 - 1927 - Sir Jhon Midfleton
- 1927 - 1931 - Arnold Meinholt Hodgson
- 1931 - 1934 - Sir James O'Grady
- 1935 - 1941 - Herbert Henniker Heaton
- 1941 - 1946 - Sir Allan Wolsey Cardinall
- 1946 - 1954 - Sir Geoffrey Miles Clifford
- 1954 - 1957 - Oswald Raynor Arthur
- 1957 - 1964 - Edwin Porter Arrowsmith
- 1964 - 1970 - Sir Cosmo Dugal Patrick Thomas Haskard (b. 1916)
- 1971 - 1975 - Ernest Gordon Lewis
- 1975 - 1977 - Neville Arthur Irwin French
- 1977 - 1980 - James Roland Walter Parker
- 1980 - 1982 - Rex Masterman Hunt

## Governador argentino
- 1982 - Mario Benjamín Menéndez

## Governadores britânicos

### Comandante
- 1982 - John Jeremy Moore

### Comissionado civil
- 1982 - 1985 - Sir Rex Masterman Hunt

### Governadores
- 1985 – 1988: Gordon Wesley Jewkes
- 1988 – 1992: William Hugh Fullerton
- 1992 – 1996: David Everard Tatham
- 1996 – 1999: Richard Peter Ralph
- 1999 – 2002: Donald Alexander Lamont
- 2002: Russ Jarvis
- 2002 – 2006: Howard John Stredder Pearce
- 2006: Harriet Hall
- 2006 – 2010: Alan Huckle
- 2010 – 2014: Nigel Haywood
- 2014 – 2017: Colin Roberts
- 2017 – 2022: Nigel Phillips
- 2022 – presente: Alison Blake